# Fontanges
Fontanges ist eine französische Gemeinde mit 208 Einwohnern (Stand 1. Januar 2022) im Département Cantal in der Region Auvergne-Rhône-Alpes (vor 2016 Auvergne). Sie gehört zum Kanton Mauriac im Arrondissement Mauriac. Die Einwohner werden Fontangeois genannt.

## Lage
Fontanges liegt etwa 24 Kilometer nordnordöstlich von Aurillac am Flüsschen Aspre, das hier in die Maronne einmündet.
Nachbargemeinden sind Saint-Paul-de-Salers im Norden, Le Fau im Osten, Saint-Projet-de-Salers im Süden sowie Saint-Martin-Valmeroux im Westen.

## Bevölkerungsentwicklung
| Jahr                       | 1962 | 1968 | 1975 | 1982 | 1990 | 1999 | 2006 | 2011 | 2020 |
| -------------------------- | ---- | ---- | ---- | ---- | ---- | ---- | ---- | ---- | ---- |
| Einwohner                  | 509  | 454  | 353  | 307  | 292  | 241  | 223  | 212  | 201  |
| Quellen: Cassini und INSEE |      |      |      |      |      |      |      |      |      |

## Sehenswürdigkeiten
- Kirche Saint-Vincent von 1468, seit 1927 Monument historique
- Kapelle Saint-Michel, 1867 in einen Fels geschlagen
- Schloss Lamarge aus dem 14. Jahrhundert, seit 1986 Monument historique
- Schloss Palmont, 1480 erbaut, seit 1970 Monument historique

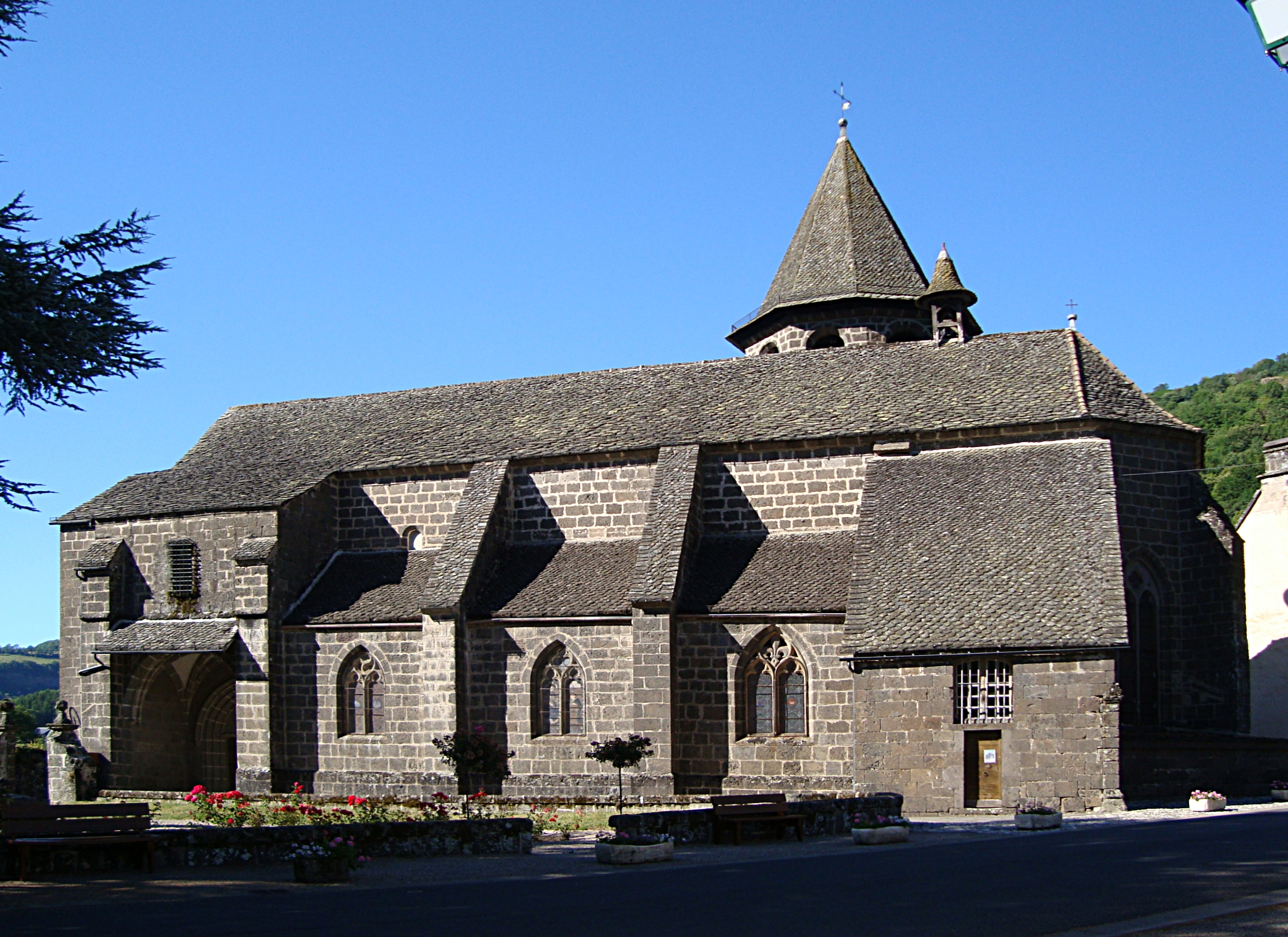
Kirche Saint-Vincent
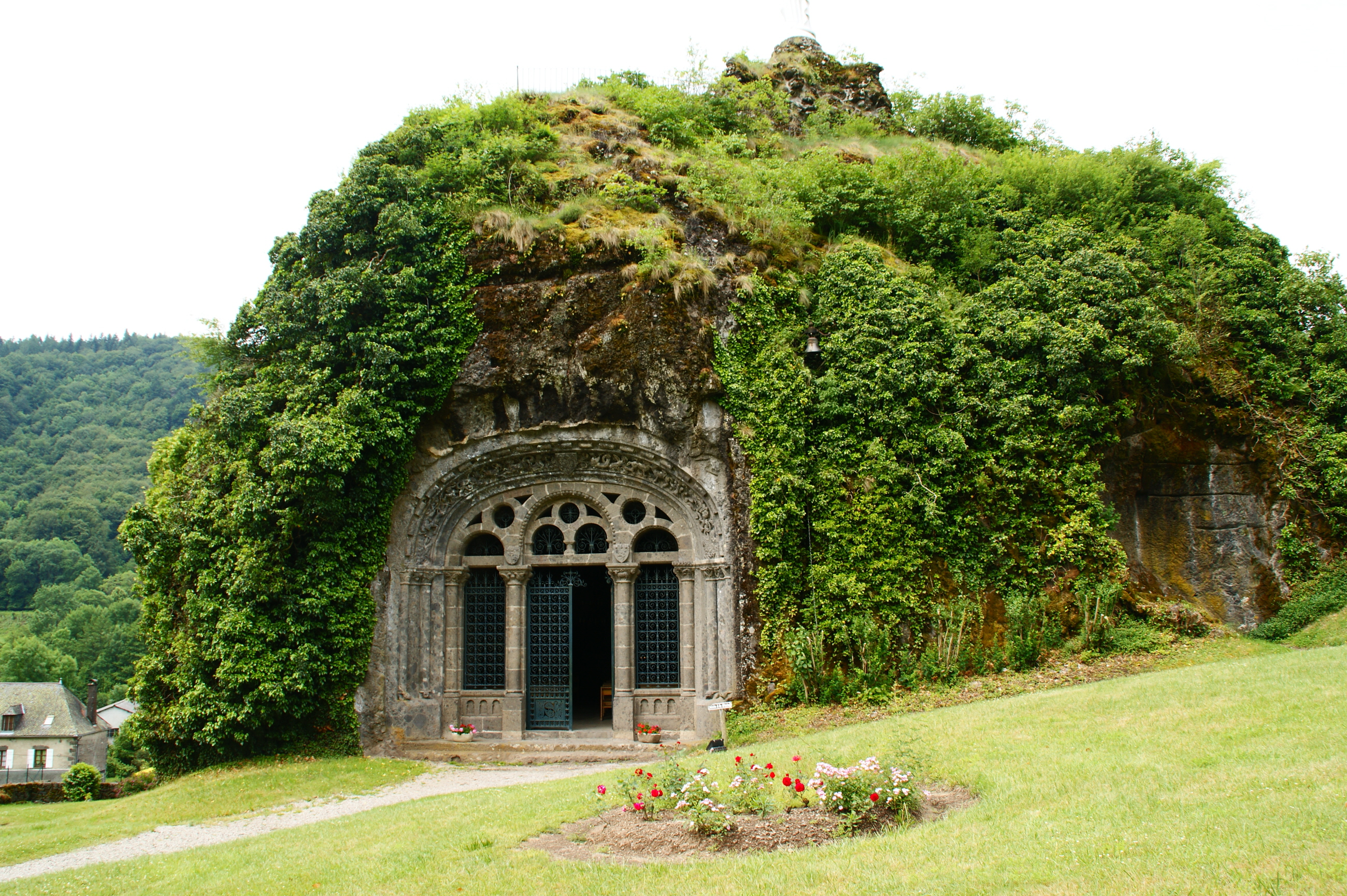
Kapelle Saint-Michel
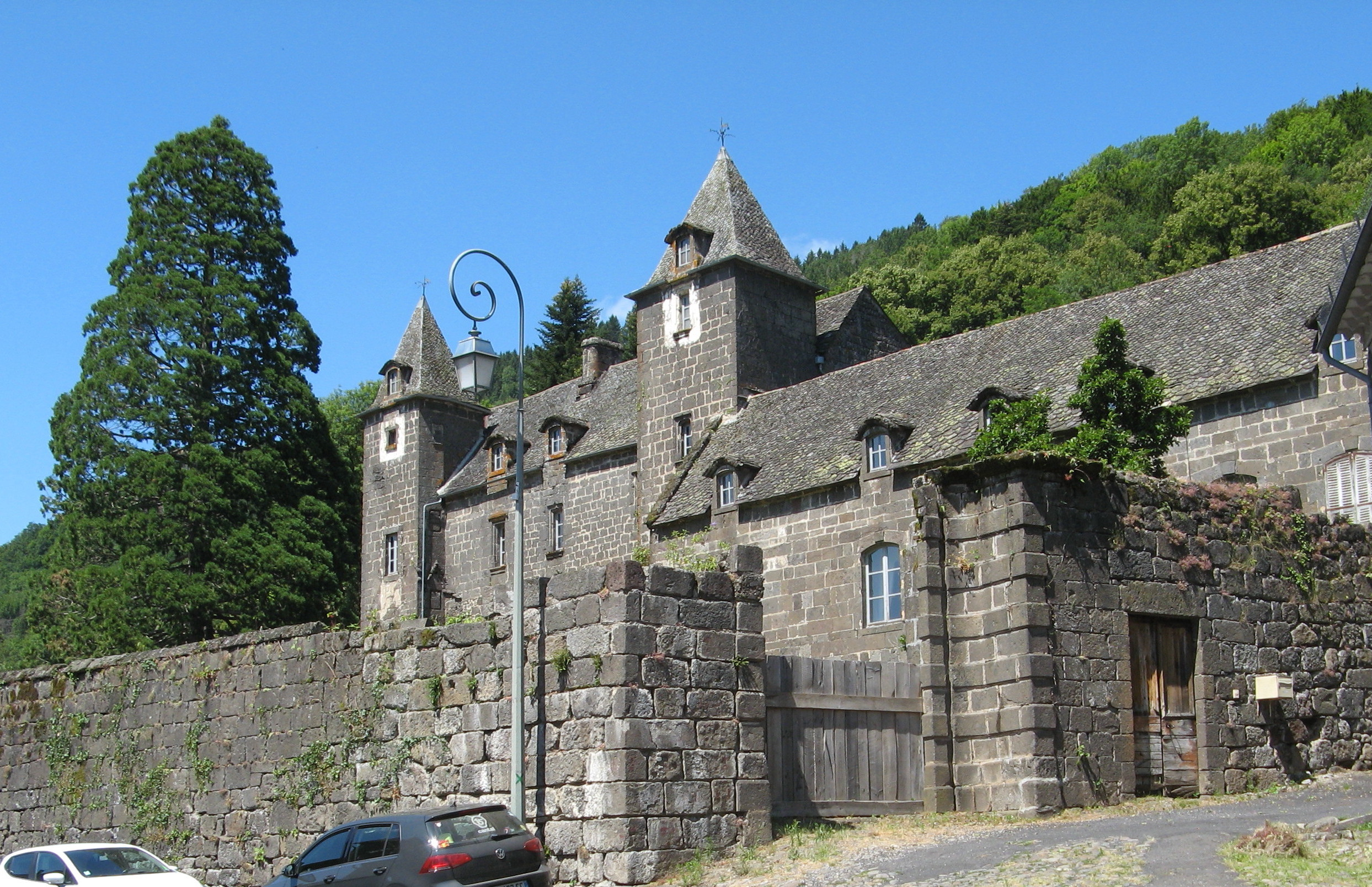
Schloss Lamargé